# SMACS J0723.3-7327

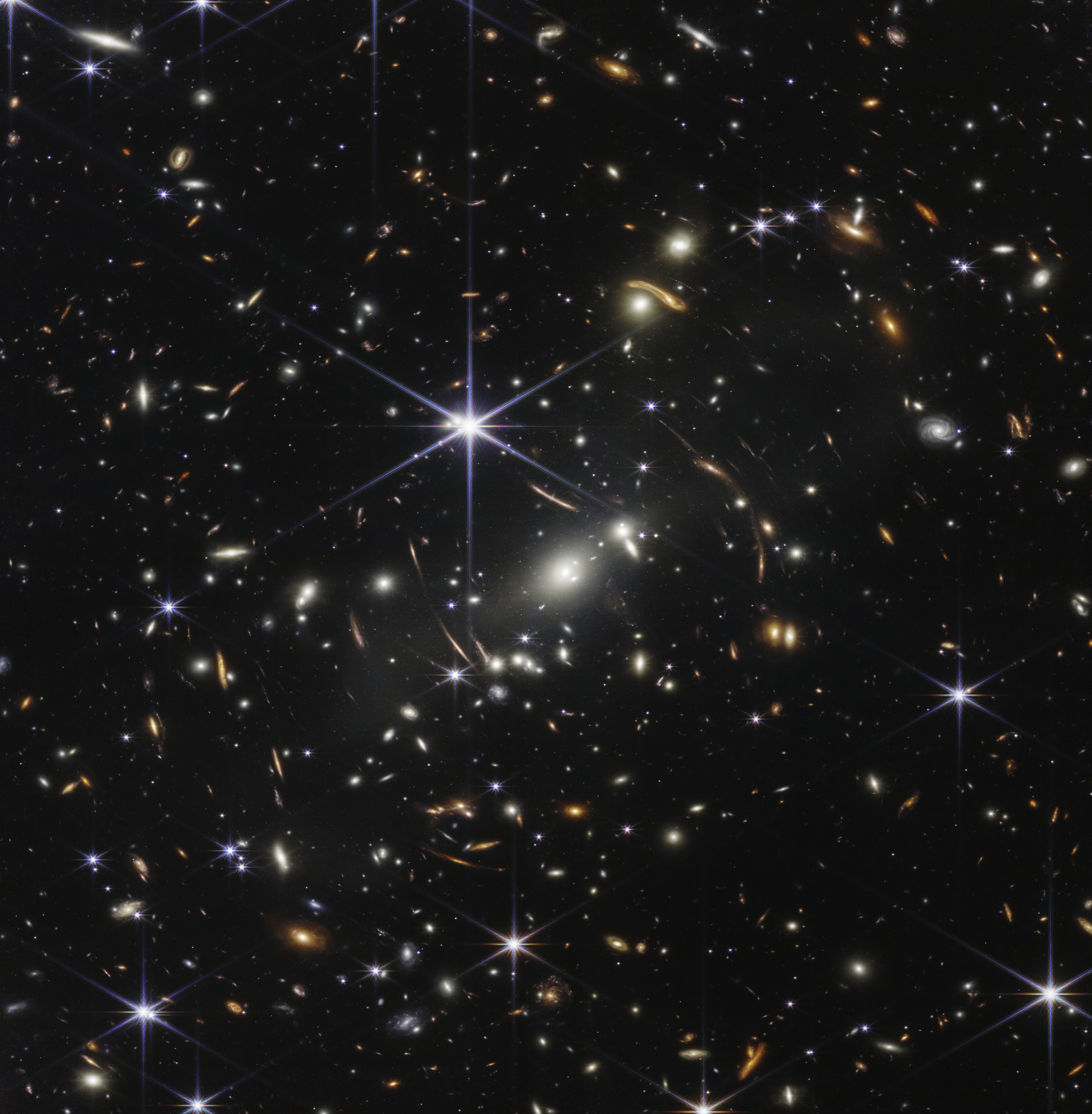
SMACS J0723.3-7327 im Webb’s First Deep Field

SMACS J0723.3-7327 (kurz: SMACS 0723) ist ein Galaxienhaufen im südlichen Bereich des Sternbilds Fliegender Fisch (RA/Dec = 110.8375, −73.4391667). Die Entfernung zur Erde beträgt etwa 4,6 Milliarden Lichtjahre. SMACS 0723 ist ein Himmelsausschnitt, der von der Südhalbkugel der Erde aus sichtbar ist. Er war das Ziel der ersten Farbaufnahme, die vom James-Webb-Weltraumteleskop mittels der NIRCam aufgenommen wurde, Webb’s First Deep Field. Der Galaxienhaufen wurde in der Vergangenheit bereits öfter beobachtet, unter anderem vom Hubble-Weltraumteleskop im Rahmen der „MAssive Cluster Survey“ sowie vom Planck-Weltraumteleskop und dem Teleskop Chandra.